# 帰雲城
帰雲城（かえりくもじょう、かえりぐもじょう、きうんじょう）は、岐阜県大野郡白川村三方崩山の下、保木脇（ほきわき）にあった日本の城。内ヶ島氏の居城であったが、1586年（天正13年）の天正地震による山崩れで城と城下町が全て埋没した。なお、帰雲城の埋没に絡んだ埋蔵金伝説があるが、古くから白川地域に伝わっていたわけではなく、実際は昭和40年代後半から流布した話に過ぎない（後述）。

## 略史
帰雲城は当地の武将である内ヶ島氏の居城であった。寛正年間（1461年 - 1466年）の1462年頃、内ヶ島為氏により築城された。
天正13年11月29日（1585年1月18日）に天正地震が起き、帰雲山の崩壊で埋没。被害は埋没した家300戸以上､圧死者500人以上とされる。当日城内で祝宴が行なわれており、難を逃れたのは所用のため不在だったわずか4人と言われる。城主の内ヶ島氏理ら一族は全て死に絶えてしまい、この瞬間をもって内ヶ島氏は滅亡した。

## 立地
城のあった正確な位置は現在も特定されていない。保木脇に帰雲城趾の碑が建っている。この一帯では過去に土砂崩れがあったことは地質調査で判明しているが、碑の下に帰雲城が埋まっていると確認されているわけではない。
現在にかけて、幾度となく埋没した城を位置を特定しようとする試みが行われている。1972年（昭和47年）には、郷土史家などの手により「白川帰雲城・発掘保存準備委員会」が発足。近隣の神岡鉱山（三井金属鉱業）の技術支援を得ることも検討されたが、特定には至らなかった。
1993年（平成5年）に発足した「白川郷埋没帰雲城調査会」は、江戸時代の地誌や古地図から帰雲川左岸のいずれかにあったと推定しており、2027年に試験的な発掘調査を予定している。
保木脇集落は帰雲城城下町の名残ではなく、庄川水系でのダム建設に伴う移転先として昭和30年代（1955-65年）に形成された。庄川近くで採石場を営む建設会社の社長の夢に帰雲城の武将が現れたとして、帰雲山の崩壊跡を望む地に武将を祀る観音像や神社などを建て、地元住民も協力して公園化した。

## 貝塚御座所日記の記述
本願寺門主顕如の側近で、当時大坂にいた宇野主水が記した「貝塚御座所日記」（宇野主水日記）には、天正地震での各地の被害情報が記されているが、帰雲城について以下の記述がある。
他、『越中国名跡志』という史料にも同様の記述がある。

## 埋蔵金伝説
内ヶ島氏の領内に金山があったことから、地震で帰雲城の崩壊とともに金が地中に埋まったとされる埋蔵金伝説がある。しかし、この埋蔵金伝説は古くから白川地域に伝わっていたわけではなく、実際は1970年（昭和45年）頃に内ヶ島氏の末裔を称した白川村出身の人物が喧伝した話を、『大阪日日新聞』などが紙面に掲載したところから拡散したものであるということが指摘されている。
なお、テレビ愛知は帰雲城の埋蔵金伝説を調査追求する番組『消えた戦国の城』シリーズを2019年から放送している。
- 『消えた戦国の城 白川郷の埋蔵金を追え!』（2019年12月28日）[9]
- 『消えた戦国の城 弐ノ巻～黄金伝説　白川郷の秘めごと～』（2021年5月29日）[10]
- 『消えた戦国の城 地下14メートルの指紋』（2022年5月28日）[11]

## 関連書籍

### 研究書
- 岐阜県編集発行『岐阜県史 通史編 中世』(1969年発行)
- 岐阜県編集発行『岐阜県史 通史編 近世 上』(1968年発行)
- 岐阜県編集発行『岐阜県史 史料編 古代・中世一』(1969年発行)
- 岐阜県編集発行『岐阜県史 史料編 古代・中世四』(1973年発行)
- 荘川村『荘川村史 上巻』(1975年発行)
- 森本一雄『定本 飛騨の城』郷土出版社、1987年9月15日。doi:10.11501/13275238。
- 白川村『新編 白川村史 上巻』(1998年発行)
- 『歴史の足跡をたどる日本遺構の旅』- 「なるほど知図bookまっぷる選書」 (昭文社2007年刊。ISBN 9784398143051)
- 加来耕三『消えた戦国武将 帰雲城と内ヶ嶋氏理』メディアファクトリー、2011年。ISBN 978-4-8401-4344-8。

### 論文
- 安達正雄「白山大地震により埋没した「帰雲城」と「木舟城」」『日本海域研究所報告』8号、1976年。
- 安達正雄「白山大地震により埋没した「帰雲城」と「木舟城」―第2報 両城主の家系図の検討―」『日本海学会誌』1号、1977年、doi:10.11501/2228246。
- 安達正雄「白山大地震により埋没した「帰雲城」と「木舟城」―第3報 内ヶ島系図と石黒氏系図の研究―」『日本海域研究所報告』9号、1977年。
- 安達正雄「白山大地震により埋没した「帰雲城」と「木舟城」―第4報 内ヶ島氏および石黒氏の家臣達―」『日本海学会誌』2号、1978年、doi:10.11501/2228247。
- 安達正雄「白山大地震により埋没した「帰雲城」と「木舟城」―第5報 両城主と一向一揆―」『日本海域研究所報告』10号、1978年。
- 安達正雄「白山大地震により埋没した「帰雲城」と「木舟城」―第6報 両城主をめぐる地震の被害、震度分布、余震等について―」『日本海学会誌』3号、1979年、doi:10.11501/2228248。
- 安達正雄「帰雲城主・内ヶ嶋氏の歴史と家系」『北陸都市史学会会報』8号、1986年。
- 安達正雄「飛騨帰雲城と城主・内ヶ嶋氏の史実を探る― 天正大地震の土石流で城と城下町が埋没し、放置されて四百二十年に当り―」『石川郷土史学会々誌』39号、2006年。
- 安達正雄「五箇山文献に秘められた飛騨・内ヶ嶋氏の史実について―五箇山と川上三箇庄の一部は室町末期､実は内ヶ嶋氏の領地だった?―」『石川郷土史学会々誌』40号、2007年。
- 安達正雄「木舟城を陥没させ帰雲城を埋没させた天正大地震の真相―天正大地震は連続多発地震だった―」『石川郷土史学会々誌』42号、2009年。
- 福井重治 著「飛騨の金銀山と山城」、小菅徹也 編『金銀山史の研究』高志書院、2000年。

### 創作作品
- 『変幻退魔夜行カルラ舞う! 』- 永久保貴一
- 『呪いの紙草履』 - 和久峻三による赤かぶ検事シリーズの1作。
- 『帰天城の謎 ～TRICK青春版～』 - はやみねかおるによるドラマ『TRICK』の外伝小説。帰雲城をモデルにした「帰天城」が登場。